# حصار گرم‌خان
حِصارِ گَرْم‌خان شهری از توابع استان استان خراسان شمالی است که در بخش گرمخان شهرستان بجنورد قرار گرفته‌است. این شهر در سال ۱۳۹۵، تعداد ۱۴۹۹ نفر جمعیت داشته‌است . 
مکان زیارتی و گردشگری ایوب پیغمبر در ۸۵ کیلومتری شمال بجنورد و در روستایی به همین نام از توابع بخش حصارگرمخان در حاشیه مرز ایران با جمهوری  ترکمنستان از مکان‌های دیدنی پیرامون این شهر است.

## جمعیت
طبق سرشماری ۱۳۹۵ جمعیت شهر ۱۴۹۹ نفر با ۴۰۳ خانوار و ۷۸۸ مرد و ۷۱۱ زن است که نسبت به سرشماری ۱۳۹۰ که جمعیت آن ۱۶۵۸ بوده کاهش سالانه تقریبا ۲ درصدی داشته است.

## زبان
کردها ساکن این شهر هستند و زبان مردم شهر کردی است.